# Het Zuiden (film)
Het Zuiden is een Nederlandse dramafilm uit 2004, geregisseerd door Martin Koolhoven, met als internationale titel South.
De film deed het in de Nederlandse bioscopen niet zo best. Filmcritici prezen de film echter en in het buitenland won de film diverse prijzen.

## Verhaal
Martje is de trotse eigenaar van een wasserette. Wanneer de chauffeur die de was ophaalt en wegbrengt met pensioen gaat, neemt ze een nieuwe chauffeur aan genaamd Loe, die bij zijn vorige baan op het zuiden reed. Martje en Loe voelen zich al gauw tot elkaar aangetrokken, maar Loe komt er al snel achter dat Martje een geamputeerde borst heeft en deinst terug. Martje vindt het ook moeilijk om over relaties en het moederschap te praten. De medewerkers van de wasserette, vooral bestaand uit buitenlandse vrouwen, staan vierkant achter hun bazin en besluiten Lou op te sluiten in een washok. Martje grijpt hierbij niet in, als de chaos compleet is komt er ook nog een gevlucht meisje met haar pasgeboren kind op zoek naar werk. Martje besluit het kind liefdevol op te vangen.

## Rolverdeling
- Monic Hendrickx ..Martje
- Frank Lammers ..Loe
- Oksana Akinsjina ..Zoya
- Olga Louzgina ..Galina
- Ina Geerts ..Dorien
- Bart Kleever ..Martjes ex
- Chris Comvalius ..Farida
- Vlatka Simac ..Jasmina

## Trivia
Actrice Oksana Akinshana speelde in het jaar ervoor de hoofdrol in de film Lilja 4-ever.

## Prijzen
- Gouden kalf - voor beste actrice (Monic Hendrickx)
- Rouen Nordic film Festival - Award voor beste actrice (Monic Hendrickx)
- Valladolid international film festival - Gouden Spijk voor de beste regisseur
- Viareggio europacinema - Platinum award voor beste regisseur